# WAAM

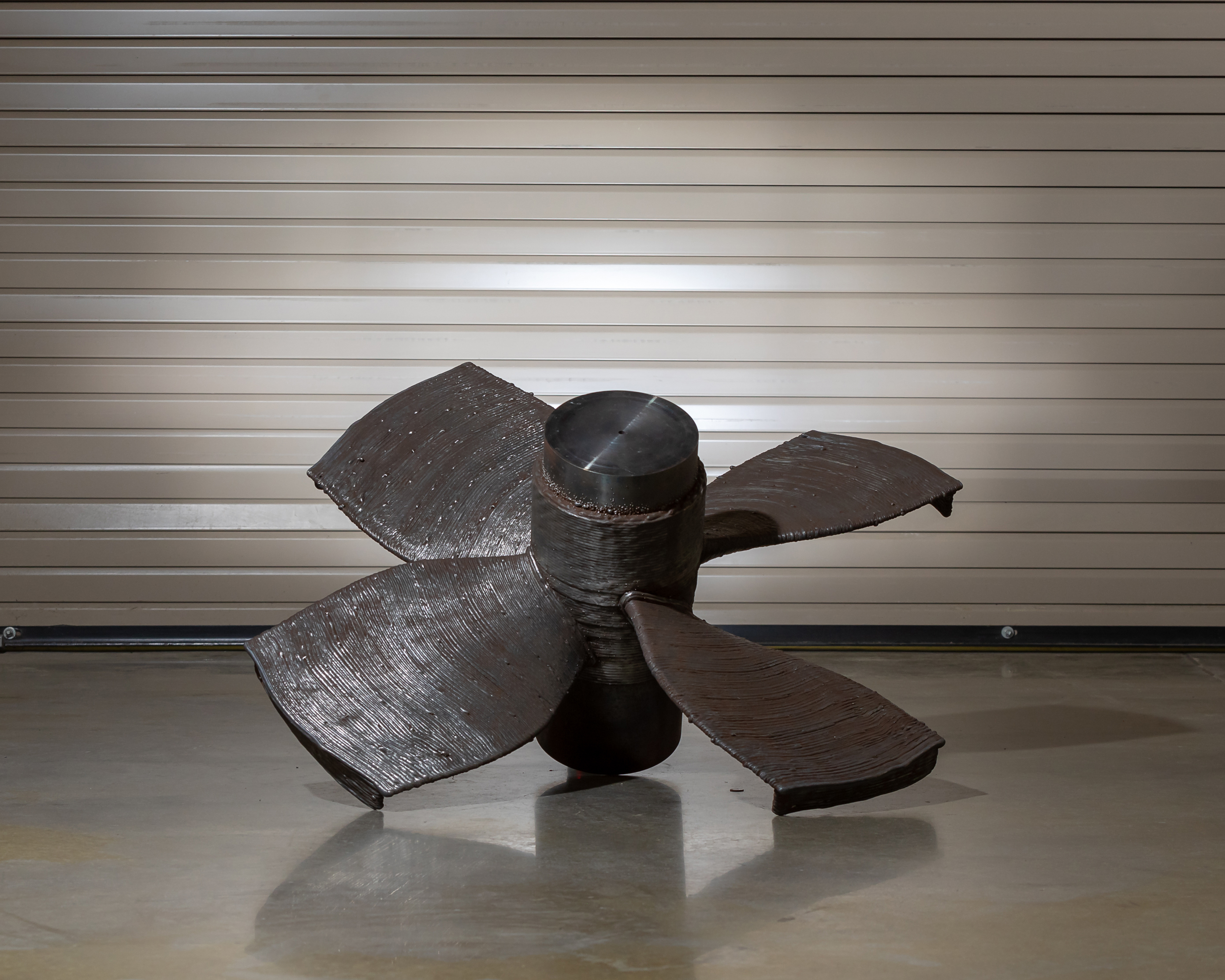
Turbina realizzata con tecnologia WAAM

Con il termine WAAM (Acronimo di Wire Arc Additive Manufacturing, Manifattura Additiva Mediante Filo e Arco elettrico), si indica una tecnologia di manifattura additiva rientrante nel sottogruppo DED (Direct Energy Deposition), che permette di realizzare manufatti metallici utilizzando materiale da costruzione sotto forma di filamento e impiegando come fonte diretta di energia un arco elettrico.

## Tecnologia
Il principio di funzionamento della tecnologia WAAM è assimilabile all' unione della comune tecnologia di stampa 3D a deposizione di materiale fuso (FFF) dove il materiale viene depositato da una testa a controllo numerico (CNC), solitamente un braccio robotico, depositando il materiale sotto forma di cordone di saldatura MIG strato su strato.
Nello schema a fianco il principio di funzionamento della tecnologia WAAM dove si può notare:
1) Torcia di saldatura

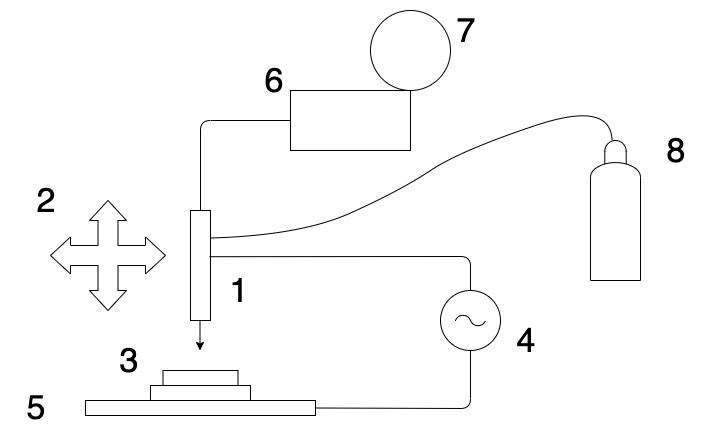
Schema di funzionamento della tecnologia WAAM

2) Sistema di mozione, solitamente un braccio robotico
3) Materiale rilasciato, fuso per mezzo di arco elettrico e solidificato
4) Sistema di generazione dell'arco elettrico
5) Base di stampa che funge da massa
6) Sistema di avanzamento del filo (feeder)
7) Bobina di filo
8) Gas inerte

## Materiali
Con la tecnologia WAAM si possono stampare una vasta gamma di metalli, quali leghe di Acciaio, Alluminio, Nichel e Titanio, in generale qualsiasi metallo che sia saldabile è idealmente processabile con la tecnologia WAAM.

## Applicazioni
Con la tecnologia WAAM è possibile realizzare manufatti metallici di grandi dimensioni impiegabili in diversi ambiti, dal settore industriale, al settore aerospaziale al settore civile.
A differenza delle tecnologie di manifattura additiva a metallo basate su polveri, utilizzate per produrre piccole parti caratterizzate da un alto livello di definizione, con la tecnologia waam le dimensioni di stampa diventano virtualmente infinite, mentre la definizione mediamente bassa permette di realizzare manufatti semi finiti (near net shape) che richiedono una lavorazione di finitura mediante tecnologia sottrattiva (fresatura CNC).

## Casi studio noti

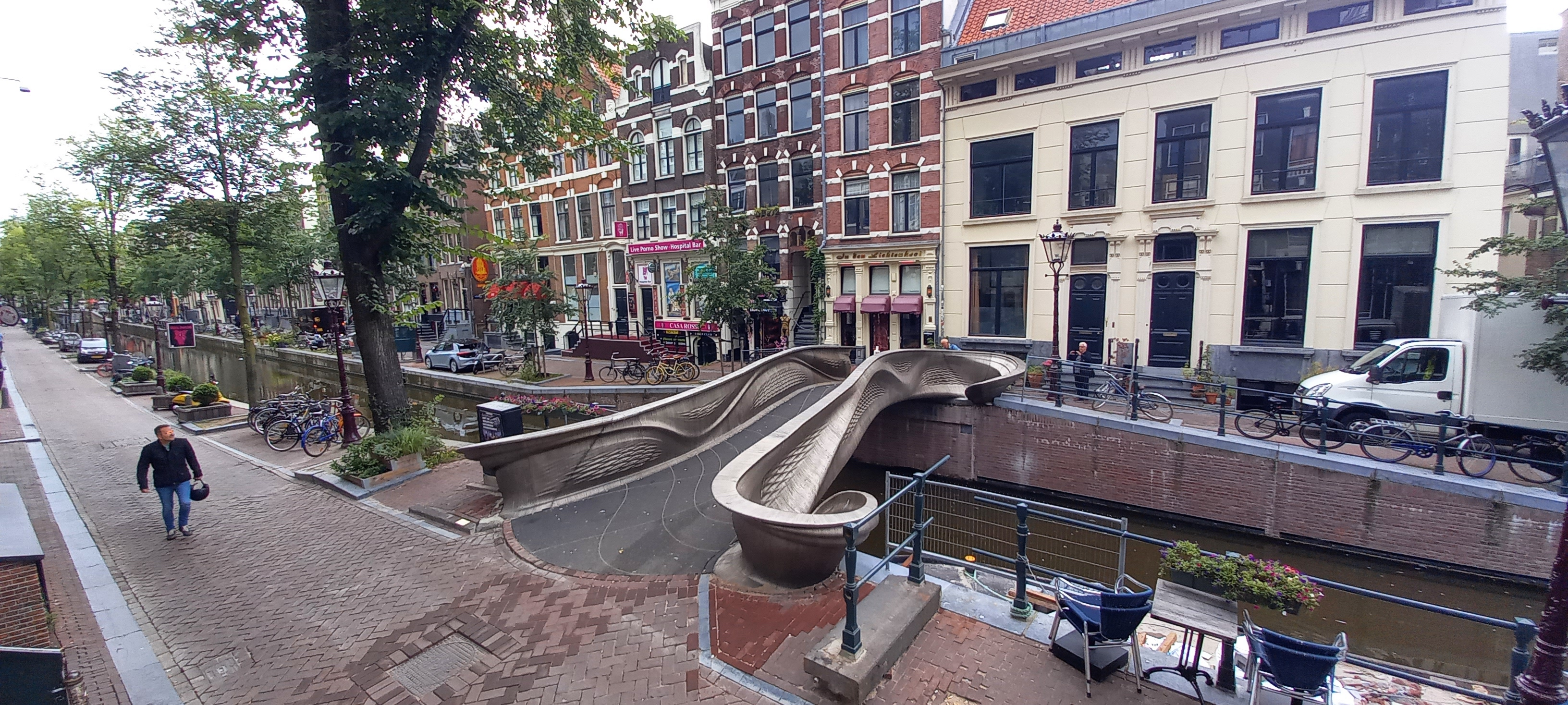
Lo smartbridge di Amsterdam

Il manufatto più noto realizzato con tecnologia WAAM è il ponte di 12 metri installato ad Amsterdam nel 2021 dopo oltre sei anni di sviluppo, realizzato dalla startup olandese MX3D, la stessa società ha presentato un telaio monoscocca per bicicletta in alluminio, realizzato con la medesima tecnologia in meno di 24 ore.
La società aerospaziale Thales Alenia ha realizzato un serbatoio in titanio di 1 m di altezza e 8,5 kg di peso (risparmiando più di 200 kg rispetto al progetto originale).
WAAMpeller è la prima elica ad uso navale certificata dal Bureau Veritas nel 2017, stampata in bronzo, pesante oltre 130 kg, realizzata dal centro RAMLAB di Rotterdam.

## Vantaggi

### Libertà geometrica
L’impiego di bracci robotici multi assi permette di realizzare forme molto complesse, permettendo anche la riparazione di parti metalliche (es stampi o eliche) aggiungendo materiale direttamente dove necessario.

### Costi
Il costo del materiale sotto forma di filamento risulta nettamente più economico rispetto alle polveri metalliche più comunemente utilizzate, inoltre l’alto tasso di deposizione permette di ridurre i tempi di produzione riducendo anche il costo macchina.

### Parti di alta qualità
Con la tecnologia waam si realizzano parti di alta qualità caratterizzate da una densità totale e alta resistenza meccanica, con caratteristiche assimilabili a parti realizzate con metodi tradizionali.

## Svantaggi

### Bassa risoluzione
La tecnologia non consente di avere una grande risoluzione e una buona finitura superficiale, richiedendo molto spesso un post processo di lavorazione per asportazione di materiale.

### Stress residui e deformazioni
Problema comune a tutte le tecnologie di manifattura additiva a metallo, derivante dal fatto che si hanno repentine variazioni di temperatura, causa la formazione di stress residui all'interno della struttura della parte che possono causare deformazioni e punti di innesco di cricca.
La gestione del raffreddamento è l’elemento che permette di mantenere sotto controllo questo effetto collaterale.

### Impiego di gas inerti
Alcuni materiali, ad esempio le leghe di titanio, richiedono l’impiego di gas inerti per garantire le corrette condizioni di lavoro evitando il verificarsi di fenomeni di ossidazione.
Questo aspetto causa un aumento della complessità del processo e un aumento dei costi che possono incidere del 4-5% rispetto al valore del solo materiale da costruzione.